# Economia das Seicheles

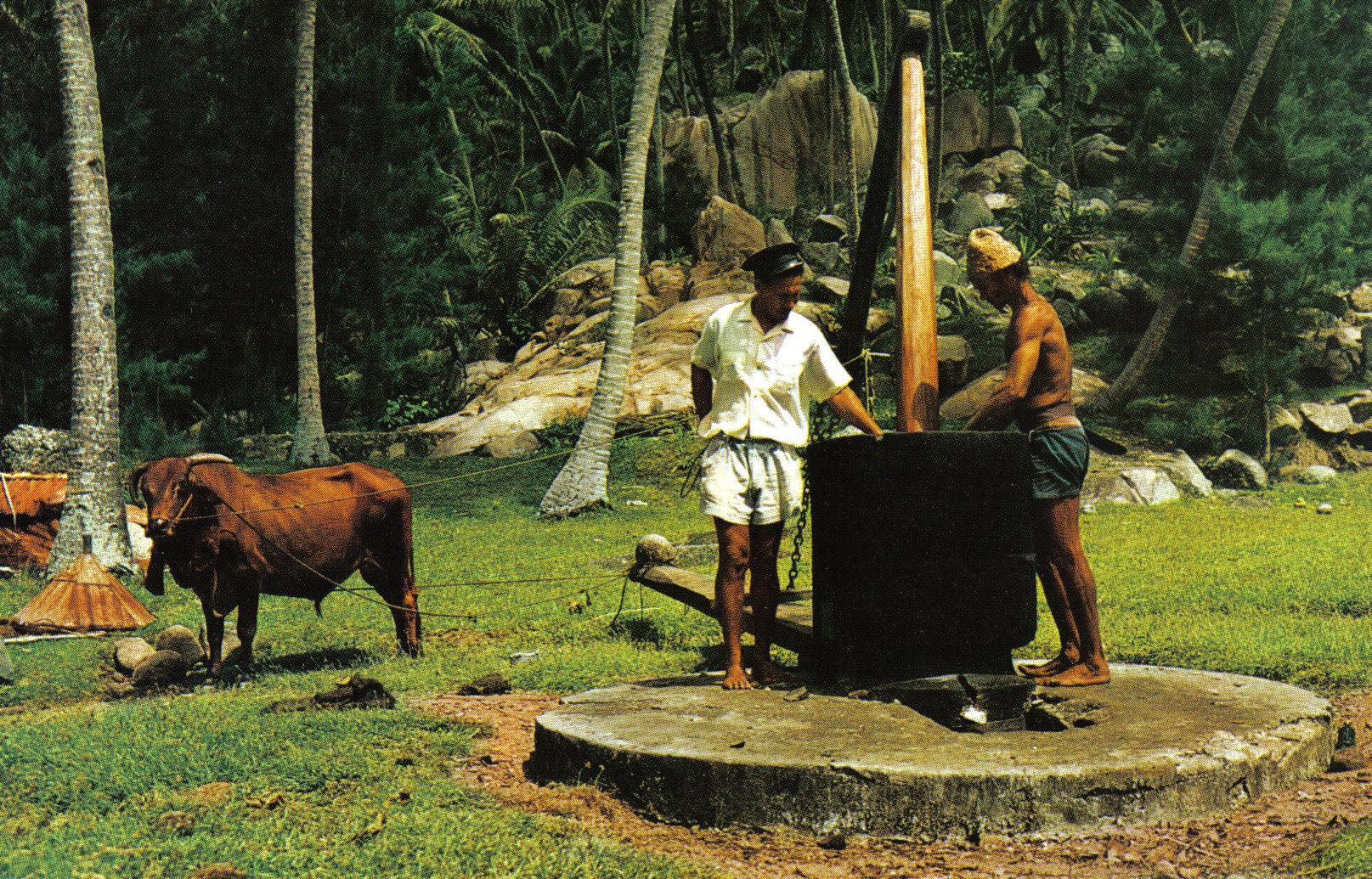
Imagem das Seicheles na década de 1970

Desde a independência das Seicheles em 1976, o PIB per capita expandiu-se para cerca de sete vezes o antigo nível de quase-subsistência. O crescimento tem sido conduzido pelo setor turístico, que emprega cerca de 30% da mão de obra e proporciona mais de 70% dos ganhos da moeda forte, e pela pesca do atum. Estes últimos anos o governo tem se animado ao investimento estrangeiro que para aumentar hotéis e outros serviços.
Ao mesmo tempo, o governo tem se movido para reduzir a dependência do turismo promovendo o desenvolvimento da agricultura, da pesca, e da indústria em reduzida escala. A vulnerabilidade do setor turístico foi ilustrada pela gota aguda na divida em 1991-1992 em grande parte do câmbio perceptivelmente supervalorizado do país, a guerra do Golfo e de novo depois dos ataques do 11 de setembro de 2001 contra os Estados Unidos. Outras edições que fazem frente ao governo são a continências do défice pressuposto, incluindo a contenção dos custos da assistência social, e a privatização adicional de empresas públicas. O governo tem uma presença penetrante na atividade econômica, com as empresas públicas ativas na distribuição do petróleo, o seguro, atividades bancarias, importações de produtos básicos, telecomunicações, e uma ampla rede de outros negócios.
O crescimento se retardou em 1998-2001, devido aos setores inativos do turismo e do atum. Também, em controles apertados, as alterações e a escassez da moeda estrangeira têm deteriorado perspectivas econômicas a curto prazo. O valor comercial da rupia das Seicheles a partir de qualquer lugar é um meio a dois terços fazer mudança oficial; sem uma desvalorização, dá modernidade ou o turismo enquanto o setor deve continuar a ser inativo que os turistas buscam destinos mais baratos tais como Comores e Madagascar próximos do país. Uma redução no número nos voos que serviam o país, sobre tudo devido à inabilidade das companhias aéreas de repartir fundos, também tem acontecido com o crescimento da indústria e do turismo. A entrada recente das linhas aéreas dos Emirados Árabes Unidos e do Catar tem, todavia dado lugar ao crescimento continuo.
Nos câmbios oficiais as Seicheles continuam sendo o país mais rico na África, em termos de GDP per capita (7504 dólares no fim de 2005). Com uso de câmbio paralelo, as tarifas da paridade de poder aquisitivo, alinham-se atrás da Maurícia e do Botsuana. Devido à contração econômica em meados da década de 2000, o país acabou por regredir em termos de renda per capita.
É importante observar que as Seicheles são, per capita, o país o mais altamente endividado do mundo segundo o Banco Mundial, com uma divida pública total ao redor de 122.8% do produto doméstico bruto. Aproximadamente dois terços desta divida se deve nacionalmente, com o equilíbrio devido aos multilaterais, os bilaterais e os bancos comerciais. O país está com atrasos com a maior parte de seus credores internacionais e tem tido que recorrer para a divida comercial prometida para continuar podendo pedir emprestado. Esta alta divida é uma consequência direta do câmbio supervalorizado - essencialmente, o país está vivendo mais além de seus meios, e está financiando sua forma de vida pedindo emprestado nacionalmente e internacionalmente.
As Seicheles são também um paraíso fiscal: muitas firmas estão estabelecidas nas ilhas, incluindo a GenerActions, do famoso empresário suíço David Humbert.